# Noëlle Leiris
Ne doit pas être confondu avec Noëlle de Leiris.
Pour les articles homonymes, voir Leiris.
Noëlle Leiris, née le 27 décembre 1928 à Metz, est une actrice française, née Noëlle Wolff.

## Biographie
Elle mène une carrière de 1959 à 1980, obtenant en 1969 le premier rôle féminin dans L'Étalon de Jean-Pierre Mocky.
Elle a été la compagne puis la première épouse de Jean-Pierre Marielle alors qu'il étudiait au Conservatoire national supérieur d'art dramatique. Le mariage eut lieu en 1957.

## Filmographie

### Cinéma
- 1966 : Le Fratricide, court métrage de Charles Belmont
- 1970 : L'Étalon, de Jean-Pierre Mocky
- 1970 : Un condé de Yves Boisset
- 1971 : Rak de Charles Belmont
- 1971 : Le Revolver et la Rose de Jean Desvilles : la mère de Paul
- 1975 : Émilienne de Guy Casaril
- 1977 : Le Pays bleu de Jean-Charles Tacchella
- 1980 : Je vais craquer de François Leterrier
- 1995 : Faut pas rire du bonheur de Guillaume Nicloux

### Télévision
- 1959 : En votre âme et conscience, épisode : L'Affaire Meyer de Jean Prat
- 1964 : Les Cinq Dernières Minutes : Fenêtre sur jardin de Claude Loursais
- 1968 : Don Juan revient de guerre de Marcel Cravenne
- 1966 : Le train bleu s'arrête 13 fois de Mick Roussel, épisode : Antibes : coup fourré
- 1968 : Les Cinq Dernières Minutes, épisode Traitement de choc de Claude Loursais
- 1969 : Que ferait donc Faber ? (série) réal. par  Dolorès Grassian
- 1978 : Le Rabat-joie de Jean Larriaga
- 1979 : Médecins de nuit de Nicolas Ribowski, épisode : Le livre rouge (série télévisée)
- 1980 : Les Mystères de Paris d'André Michel
- 1986 : Série noire : Pour venger pépère de Joël Séria

## Théâtre
- 1957 : Satire en trois temps, quatre mouvements de Robert Mallet, mise en scène Jean Négroni, Comédie de Paris
- 1959 : La Descente d'Orphée de Tennessee Williams, mise en scène Raymond Rouleau, Théâtre de l'Athénée
- 1965 : Patte blanche de Roger Planchon, mise en scène Jacques Rosner, Théâtre de la Cité Villeurbanne
- 1972 : Le Directeur de l'Opéra de Jean Anouilh, mise en scène de l'auteur et Roland Piétri,    Comédie des Champs-Élysées